# Bão Sonca (2022)
Bão Sonca (tên tiếng Anh: Tropical Storm Sonca, Việt Nam gọi là bão số 5 năm 2022) hình thành từ một vùng áp thấp ở phía Tây Phillipines, vùng áp thấp này mạnh lên chậm do các yếu tố khí tượng chỉ hơi thuận lợi một chút. Ngày 13 tháng 10 vùng áp thấp mạnh lên thành áp thấp nhiệt đới và di chuyển chủ yếu theo hướng vào đất liền Việt Nam và đến ngày 14 tháng 10, áp thấp đã mạnh lên thành bão Sonca trong một thời gian ngắn trước khi suy yếu trở lại thành áp thấp nhiệt đới và tâm bão đổ bộ trực tiếp vào đất liền các tỉnh từ Quảng Nam đến Quảng Ngãi. Tuy là một cơn bão không mạnh và suy yếu nhanh nhưng do kết hợp với nhiều yếu tố khí tượng khác đã gây mưa lớn trên diện rộng cho miền Trung Việt Nam. Cơn bão đã khiến 8 người chết và tổng thiệt hại tài sản hơn 100 triệu USD. Đà Nẵng là tỉnh bị thiệt hại nặng nhất.
Tên bão Sonca này là do Việt Nam đề cử và được Uỷ ban Bão (khu vực Tây Bắc Thái Bình Dương) lựa chọn. Đây là tên một loài chim (chim sơn ca).

## Lịch sử khí tượng
Chiều ngày 11 tháng 10, Trung tâm Cảnh báo Bão Liên hợp (JTWC) bắt đầu theo dõi một vùng áp thấp. Vùng áp thấp này có mây đối lưu rải rác, trung tâm mực thấp rộng và tổ chức kém cách khoảng 150 hải lí (280 km) về phía Tây Tây Nam của Manila, Philippines. Trung tâm Dự báo Khí tượng Thuỷ văn Quốc gia (NCHMF) cho biết vùng áp thấp hình thành trên biển Đông vào sáng ngày 12 tháng 10. Các điều kiện chỉ hơi thuận lợi, dòng phân kì yếu và không rõ rệt, gió đứt từ yếu đến trung bình và nhiệt độ bề mặt nước biển ấm, hình thái được tổ chức tốt hơn một chút vào ngày hôm sau, với mây đối lưu phát triển mạnh và phần trung tâm hoàn lưu vùng áp thấp ở mực thấp vẫn lộ ra ngoài.
Cục Khí tượng Nhật Bản (JMA) cho biết vùng áp thấp này thành áp thấp nhiệt đới vào sáng ngày 13 tháng 10 và dự báo áp thấp có thể mạnh lên thành bão nhiệt đới. NCHMF cũng cho biết vùng áp thấp mạnh lên thành áp thấp nhiệt đới vào sáng ngày 13 tháng 10 và chung nhận định với JMA.  JTWC sau đó đã ban hành bản tin cảnh báo sự hình thành xoáy thuận nhiệt đới (Tropical Cyclone Formation Alert -TCFA) trên hình thái nhiệt đới này trong cùng ngày, và các dự báo viên của JTWC lưu ý rằng đối lưu sâu bị phân mảnh đang bao trùm vào trung tâm mực thấp rộng của nó. Đến ngày hôm sau, JTWC bắt đầu đưa ra khuyến cáo về hình thái này cho biết hình thái phát triển thành áp thấp nhiệt đới và chỉ định số hiệu là 22W.
Áp thấp nhiệt đới di chuyển về phía Tây và JMA dựa vào phân tích Dvorak kết hợp với số liệu quan trắc khí tượng bề mặt cho rằng áp thấp phát triển thành bão nhiệt đới vào chiều ngày 14 tháng 10 và JMA đặt tên nó là Sonca, mặc dù tại thời điểm này JTWC vẫn gọi hình thái này là áp thấp nhiệt đới. NCHMF cũng cho biết áp thấp nhiệt đới mạnh lên thành bão và gọi là bão số 5 (năm 2022) vào cùng thời gian này. Sonca không thể phát triển thêm do trung tâm của nó vẫn lộ ra, với đối lưu sâu dịch chuyển về phía Tây do gió đứt mạnh. NCHMF cho rằng bão suy yếu thành áp thấp nhiệt đới vào tối cùng ngày, chỉ 6 giờ sau khi mạnh lên thành bão. Trong khi đó JTWC lại cho rằng Sonca mà họ gọi là 22W mạnh lên thành bão nhiệt đới vào cùng thời gian đó. JTWC đưa ra khuyến cáo cuối cùng vào rạng sáng ngày 15 tháng 10 khi Sonca chuẩn bị đi sâu vào trong đất liền. NCHMF cho biết áp thấp nhiệt đới đổ bộ vào khu vực Quảng Nam-Quảng Ngãi vào sáng ngày 15 tháng 10. JMA cho biết Sonca suy yếu thành áp thấp nhiệt đới và đổ bộ vào đất liền vào sáng ngày 15 tháng 10. NCHMF cho biết áp thấp tiếp tục suy yếu thành vùng áp thấp và tan dần sau khi tiếp tục di chuyển sâu vào đất liền. Bản báo cáo phân tích thời tiết của JMA chiều ngày 15 tháng 10 không cho thấy thấy bất kì thông tin nào về áp thấp suy yếu từ bão Sonca, cho rằng áp thấp nhiệt đới suy yếu từ bão Sonca tan hoàn toàn.

Phân tích lại các cơn bão sau mùa bão 2022, JTWC cho rằng Sonca khi áp sát bờ biển mới mạnh lên thành bão, đi vào đất liền rồi suy yếu thành vùng áp thấp 6 giờ sau. Còn JMA cho rằng Sonca mạnh lên thành bão sớm hơn 6 giờ so với báo cáo ban đầu.

## Ảnh hưởng tại Việt Nam

### Tác động gió mạnh và mưa lớn
Gió mạnh trên đất liền phổ biến cấp 5-6 giật cấp 7. Những nơi ghi nhận gió mạnh nhất do tác động của bão kết hợp với không khí lạnh chủ yếu là các đảo. Đảo Cồn Cỏ ghi nhận có gió mạnh 68 km/h, gió giật 79 km/h (gió cấp 8 giật cấp 9). Đảo Lí Sơn ghi nhận có gió mạnh 60 km/h, gió giật 79 km/h (cấp 7 giật cấp 9).
Do ảnh hưởng của bão kết hợp với đới gió Đông trên cao, mưa lớn trên diện rộng đã xảy ra tại nhiều nơi tại miền Trung và một số nơi tại Tây Nguyên. Tổng lượng mưa từ chiều 13 tháng 10 đến sáng 16 tháng 10 ghi nhận tại Thừa Thiên Huế, Đà Nẵng phổ biến từ 400-650 mm, có nơi cao hơn. Khu vực Nam Quảng Bình, Quảng Trị và Quảng Nam có tổng lượng mưa 150-400mm, có nơi trên 450mm. Nơi ghi nhận tổng lượng mưa lớn nhất là Bạch Mã (Thừa Thiên Huế) với giá trị đo được là 1093 mm. Tại Đà Nẵng đã ghi nhận mưa lớn trong thời gian ngắn, trong 7 giờ đồng hồ ghi nhận tổng lượng mưa tại Suối Đá là 642 mm, tại trung tâm thành phố là 600 mm, tại Hồ Thạch Gián 527 mm và các nơi khác phổ biến 300-400 mm.

### Ảnh hưởng tới đời sống và kinh tế
Mưa lớn dữ dội khiến hầu hết các nơi ở Đà Nẵng bị ngập sâu trong nước. Có hơn 102 nghìn ngôi nhà bị ngập thì riêng Đà Nẵng có gần 70 nghìn ngôi nhà bị ngập. Có hơn 200.000 hộ dân tại Đà Nẵng bị mất điện. Ngoài ra có 2.000 ô tô, 30.000 xe máy bị hỏng và 600 ngôi mộ bị chôn vùi tại Đà Nẵng. Bán đảo Sơn Trà cách trung tâm thành phố Đà Nẵng khoảng 10 km bị "sạt lở chưa từng có", nhiều đoạn đường và địa điểm trên bán đảo đã ghi nhận sạt lở đất. Kể từ sau đợt mưa này cho đến tháng 9 năm 2023, tình trạng sạt lở vẫn còn có diễn biến phức tạp và nhiều địa điểm vẫn tiềm ẩn nguy cơ cao. Ở Thừa Thiên Huế ghi nhận nhiều nơi bị ngập, trong đó có hơn 70% tuyến đường của 30 xã phường thuộc thành phố Huế bị ngập. Kinh thành Huế bị ngập do nước lũ dâng cao, nhiều di tích bị ngập nước sâu khoảng 0,5m. Tại Quảng Nam, hơn 4.100 ngôi nhà bị ngập, trong đó có hơn 1.400 ngôi nhà bị ngập từ 1m đến 3m. Một số tuyến đường ở Quảng Nam bị sạt lở, ngập sâu và xuất hiện các hố sụt. Ngoài ra mưa lớn cũng gây ra ngập lụt và sạt lở đất tại Quảng Trị, Quảng Bình khiến nhiều nơi, nhiều ngôi nhà bị ngập và giao thông tại nhiều địa điểm bị gián đoạn tạm thời. Tại Quảng Trị, đoạn đường dài 200m thuộc quốc lộ 15D bị sụt lún khiến cửa khẩu quốc tế La Lay bị tê liệt. Giao thông qua một số tuyến đường quan trọng như Quốc lộ 1, Đường sắt Bắc Nam bị gián đoạn tạm thời do mưa, lũ, sạt lở đất và lực lượng chức năng đã tiến hành thông tuyến nhiều đoạn đường. Đèo Hải Vân cũng ghi nhận tình trạng sạt lở, đoạn đường qua đèo có 2 vị trí sạt lở gây tắc đường hoàn toàn và tình trạng sạt lở cho đến hết tháng 10 vẫn chưa khắc phục xong. Học sinh ở các tỉnh thành bị ảnh hưởng do mưa lớn đã được cho nghỉ học tạm thời. Theo thống kê chính thức của Cục Quản lý đê điều và Phòng, chống thiên tai đợt mưa lớn mà một phần nguyên nhân do bão số 5 gây ra đã làm tổng cộng 8 người chết và tổng thiệt hại tài sản hơn 2.400 tỷ đồng (101,5 triệu USD). Theo nguồn Vnexpress thì có tổng cộng 10 người thiệt mạng, trong đó có 6 người tại Đà Nẵng, 2 người tại Thừa Thiên Huế và 2 người tại Quảng Nam. Cũng theo các báo cáo thống kê ban đầu, tổng thiệt hại tài sản tại Đà Nẵng là gần 1.500 tỉ đồng (gần 61 triệu USD), tại Thừa Thiên Huế là hơn 337 tỉ đồng (hơn 13 triệu USD).

## Ảnh hưởng tại khu vực khác
Mưa lớn đã được ghi nhận tại các vùng phía Nam Lào và các vùng phía Bắc, Đông Bắc và miền Trung Thái Lan do hoàn lưu của Sonca gây ra. Hơn 8.100 hộ gia đình ở Thái Lan bị ảnh hưởng do mưa lớn.